# Мария Ернестина Франциска (Източна Фризия)
Мария Ернестина Франциска фон Ритберг (на немски: Maria Ernestine Francisca von Rietberg; * 1 август 1686 в Ритберг; † 1 януари 1758 в Брун/Бърно в Моравия) е графиня от фризийския род Кирксена от Източна Фризия и Ритберг (1699 – 1758) и чрез женитба графиня фон Кауниц.
Тя е дъщеря-наследничка на граф Фердинанд Максимилиан от Източна Фризия и Ритберг (1653 – 1687), последният граф на Ритберг (1680 – 1687), и съпругата му графиня Йоханета Елизабет Франциска фон Мандершайд-Бланкенхайм (1663 – 1704), дъщеря на граф Салентин Ернст фон Мандершайд-Бланкенхайм (1630 – 1705) и графиня Юлиана Кристина Елизабет фон Ербах-Ербах (1641 – 1692).
Родена е два месеца след мсъртта на баща ѝ. Майка ѝ Йоханета Елизабет Франциска фон Мандершайд-Бланкенхайм се омъжва втори път на 28 декември 1692 г. за граф Арнолд Мориц Вилхелм (Филип Конрад) фон Бентхайм-Щайнфурт (1663 – 1701).
Мария Ернестина Франциска успява с големи трудности да получи наследството си, което чрез брака ѝ отива на фамилията фон Кауниц. Въпреки че тя живее в Моравия, тя продължава да се грижи за графството Ритберг. Погребана е в Брун/Бърно в Моравия. По нейно желание сърцето ѝ е закарано в Ритберг.

## Фамилия
Мария Ернестина Франциска ot Източна Фризия-Ритберг се омъжва на 6 август 1699 г. във Виена за граф Максимилиан Улрих фон Кауниц (* 27 март 1679 във Виена; † 10 септември 1746 в Брун/Бърно в Моравия), ландес-хауптман на Моравия (1720 – 1746). Те имат 11 деца:
- Мария Йозефа Агнес фон Кауниц (* 18 май 1706; † 7 май 1726)
- Мария Антония фон Кауниц (* 15 юни 1708; † 12 януари 1778), омъжена на 14 април 1738 г. за граф Йохан Адам фон Квестенберг († 10 май 1752)
- Йохан Доминик Йозеф фон Кауниц (* 23 февруари 1709; † 1751)
- Венцел Антон фон Кауниц (* 2 февруари 1711, Виена; † 27 юни 1794, Виена), първи княз на Кауниц, австрийски външен министър и канцлер, женен на 6 май 1736 г. за Мария-Ернестина фон Щархемберг (* 10 октомври 1717, Виена; † 6 септември 1749)
- Максимилиан Йозеф фон Кауниц (* 20 февруари 1712; † 18 юли 1731)
- Франц Тадаус фон Кауниц (* 10 октомври 1714; † 1722)
- Карл Йозеф фон Кауниц (* 26 декември 1715; † 31 март 1737 в Рим), домхер в епископства
- Емануел Йозеф фон Кауниц (* 9 септември 1717; † 10 май 1727)
- Лудвиг Йозеф фон Кауниц (* 4 септември 1720; † 12 март 1745)
- Мария Ернестина Франциска фон Кауниц-Ритберг (* 8 април 1723, Виена; † 7 май 1776), омъжена на 2 декември 1742 г. в Брно/Брюн за граф Рудолф Йозеф Йохим Янош Палфи аб Ердьод (* 4 март 1719, Виена; † 1 април 1768, Пресбург)
- Йохан Йозеф фон Кауниц (* 21 юни 1726; † 10 март 1743)